# Andrena assimilis
Andrena assimilis là một loài Hymenoptera trong họ Andrenidae. Loài này được Radoszkowski mô tả khoa học năm 1876.